# Cestrum tillettii
Cestrum tillettii är en potatisväxtart som beskrevs av C. Benitez de Rojas och W. G. D'arcy. Cestrum tillettii ingår i släktet Cestrum och familjen potatisväxter. Inga underarter finns listade i Catalogue of Life.